# Steve Berrios
Steve Berrios (24. februar 1945 i New York USA - 25. juli 2013) var en amerikansk trommeslager og percussionist. 
Berrios er nok mest kendt for sin fusionering af jazz og afro-cubansk i sin trommestil. Han har spillet med Mongo Santamaria, Art Blakey (som percussionist), Kenny Kirkland etc. 

## Eksterne kilder og henvisninger
- Biografi af Steve Berrios på drummerworld.com